# Ceroxylon parvum
Ceroxylon parvum là loài thực vật có hoa thuộc họ Arecaceae. Loài này được Galeano mô tả khoa học đầu tiên năm 1995.